# Герб Малоярославца
Герб городского поселения «Город Малояросла́вец» Малоярославецкого муниципального района Калужской области Российской Федерации.
Герб утверждён решением № 100 Городской Думы муниципального образования «город Малоярославец» 9 ноября 1999 года.
Герб внесён в Государственный геральдический регистр Российской Федерации с присвоением регистрационного номера 571.

## Описание герба
«В серебряном поле с червленой (красной) зубчатой каймой черный восстающий медведь, держащий левой лапой на таком же плече золотую секиру, лезвием вверх на таком же древке».

## Символика герба
За основу герба муниципального образования «город Малоярославец» взят исторический герб города Малоярославца, утверждённый 10 марта 1777 года, подлинное описание которого гласит:

«Древний град Ярославль, имеющий в гербе своём медведя, подает причину и сему, такой же герб предписать, с отличием однако, что в сем медведь есть на серебряном поле и щит окружен багряною, зубцоватою, опушкою».

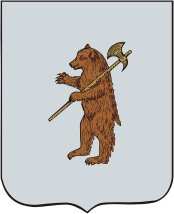
Герб Ярославля

Восстающий чёрный медведь, держащий секиру — основа герба города Ярославля. Составителями герба для Малоярославца это было учтено, но с добавлением зубчатой каймы, геральдически говорящей о «малости» города Ярославля, то есть Малоярославца.
Белый цвет (серебро) — символ чистоты, мудрости, благородства, мира, взаимосотрудничества.
Чёрный цвет — символизирует благоразумие, мудрость, скромность, честность и вечность бытия.
Красный цвет — символ мужества, самоотверженности, геройства, справедливой борьбы и жизни.
Жёлтый цвет (золото) — символ прочности, величия, интеллекта, великодушия.

## История герба
В 1776 году Малоярославцу присвоен статус уездного города Малоярославецкого уезда Калужского наместничества.
Герб Малоярославца был Высочайше утверждён 10 марта 1777 года императрицей Екатериной II вместе с другими гербами городов Калужского наместничества (ПСЗ, 1777, Закон № 14596)
В 1859 году, в период геральдической реформы Кёне, был разработан проект нового герба Малоярославца (официально не утверждён):
«В серебряном щите, окруженном червленой зубчатой опушкой, стоящий черный медведь с золотым топором на плече. В вольной части герб Калужской губернии. Щит увенчан серебряной стенчатой короной, за щитом положенные накрест золотые молотки, соединённые Александровской лентой».
Исторический герб Малоярославца (1777 года) был реконструирован Союзом геральдистов России для официального символа муниципального образования «Город Малоярославец» и утвержден Городской думой 9 ноября 1999 года.
Авторы реконструкции герба: идея — Константин Мочёнов (Химки); художник — Роберт Маланичев (Москва).